# مارك شو (لاعب اتحاد الرغبي)
مارك شو (بالإنجليزية: Mark Shaw)‏ هو لاعب اتحاد الرغبي نيوزيلندي، ولد في 23 مايو 1956 في بالميرستون نورث في نيوزيلندا.

## وصلات خارجية
- مارك شو عل موقع إسبنسكروم (الإنجليزية)